# (471143) Dziewanna
(471143) Dziewanna, désigné provisoirement (471143) 2010 EK139, est un objet transneptunien en résonance 2:7 avec Neptune

## Historique
(471143) Dziewanna a été découvert en 2010 par les astronomes du projet OGLE, conduit par Andrzej Udalski, de l'université de Varsovie. L'objet a une magnitude absolue de 3,8 et un diamètre d’environ 470 km d'après des observations réalisées par le  télescope spatial Herschel. Il est en résonance 2:7 avec Neptune.
(471143) Dziewanna est nommé d'après Dziewanna ou Devana, déesse slave de la vie et de la jeunesse chez les anciens Polonais.